# レクサス・LF-Xh

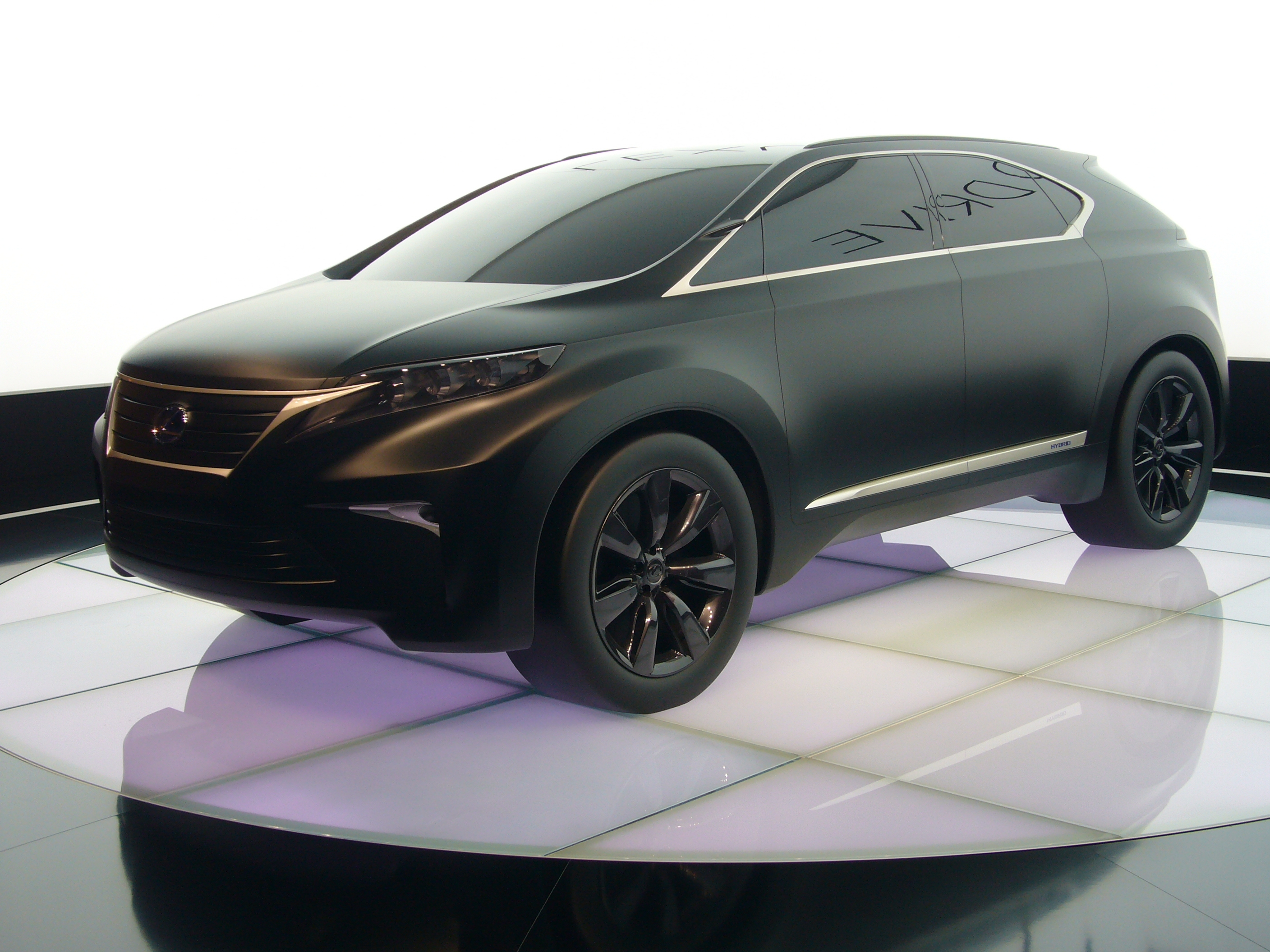
MEGA WEBに展示されたLF-Xh

レクサス・LF-Xhはレクサスが2007年に発表したコンセプトカーである。

## 概要
LF-Xhは2007年の東京モーターショーで発表された、レクサスのデザインフィロソフィーである「L-finesse」を具現化したSUV。車名のhが示すようにハイブリッドモデルで、V型6気筒エンジンと高出力モーターを組み合わせたパワートレインを搭載する。駆動方式はAWD。
エクステリアは、両端が伸びたデザインのフロントグリルがLS600hを想起させるヘッドライトに食い込んだフロントフェイス、サイドからリアにかけてクーペのようなボディはハリアーを思わせる。リアにはサイドに回り込んだテールランプが枝分かれしたデザインになっており、外へ流れる美しさを表現している。
モーターショーに展示されたLF-Xhはシルバーだったが、その後マットブラックに塗装されメガウェブに展示された。

## 参照
1. ↑  https://global.toyota/jp/detail/1357767
2. ↑  https://www.webcg.net/articles/-/9567
3. ↑  https://response.jp/article/2007/12/09/102967.html
4. ↑  https://lexusenthusiast.com/2008/06/12/the-lexus-lf-xh-concept-in-matte-black/